# Rococó en Rusia

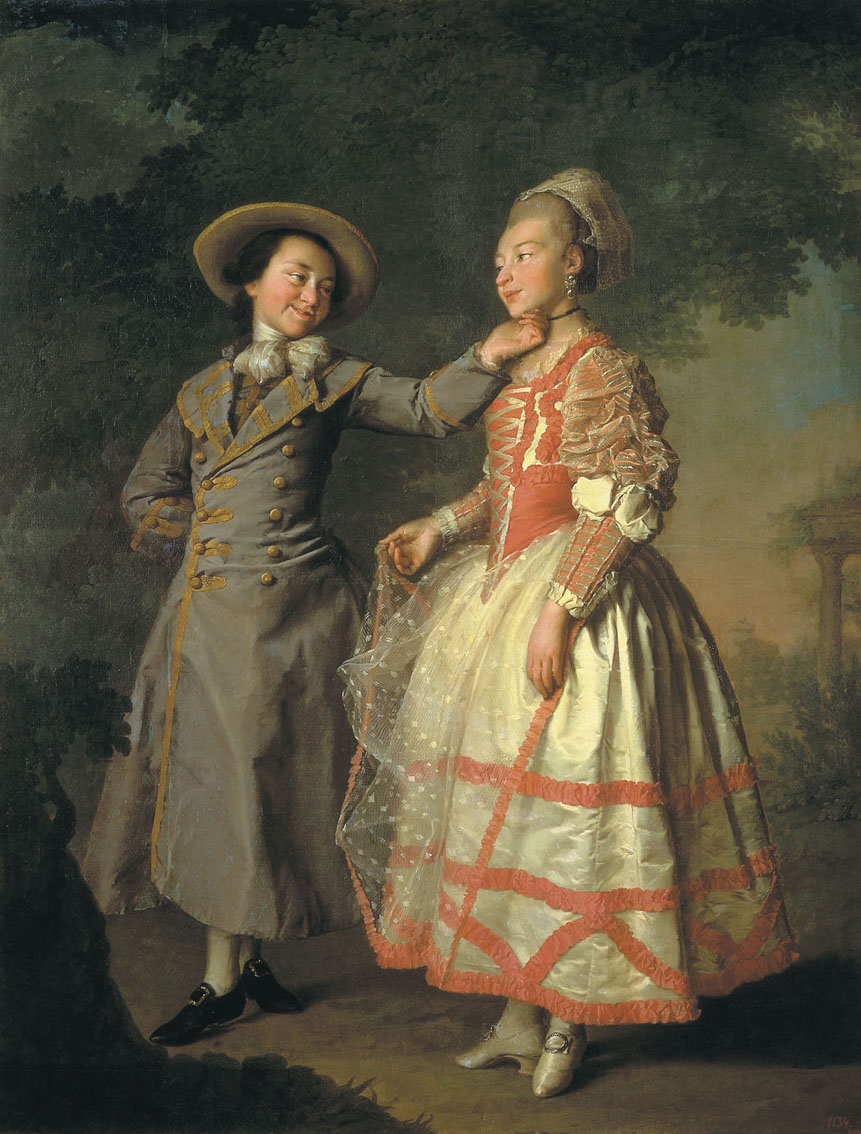
Smolyanka por Dmitri Levitski.

Rococó en Rusia son las manifestaciones del estilo artístico paneuropeo del siglo XVIII en el territorio del Imperio ruso. A diferencia del barroco y el clasicismo, tenía una distribución de cámara bastante estrecha.

## Característica
En el que el contexto del rococó, era común contemplar representaciones lúdicas o festivas, haciendo uso de la ironía y exaltando los valores femeninos y los caprichos de las damas de la corte. Fue un estilo común entre la nobleza y la alta burguesía, estamentos dispuestos a adaptarse a los tiempos a través de los nuevos cánones. La asimilación de las formas del estilo rococó en el suelo ruso está relacionada, principalmente, con una época de la emperatriz Elizaveta Petrovna, cuando recibió la continuación en el reinado de Catalina la Grande. El interés de Pedro III de Rusia por el rococó sigue siendo poco estudiado, aunque parece que le interesaba la versión alemana.
En cuanto a revestimientos y decoración mural, los mármoles y las grandes pinturas se vieron sustituidas por los estucos. De igual modo, comenzó a darse un uso de espejos para crear la sensación de espacios más amplios, a la vez que buscando sugerir el infinito. Aparece en reformas de palacios, apreciable a través de escaleras, balaustradas y vestíbulos de los salones. En la decoración interior, se suprimen las divisiones arquitectónicas de arquitrabe, friso y cornisa. Entre los materiales más empleados destacan la madera tallada, el hierro y el bronce, utilizado este último para la construcción de balaustradas y portales.
La influencia del rococó en Rusia se difundió principalmente a través del retrato, la pintura decorativa y la ornamentación, mientras que hoy en día se ha perdido una parte importante del patrimonio.

## Arte visual

### Pintura

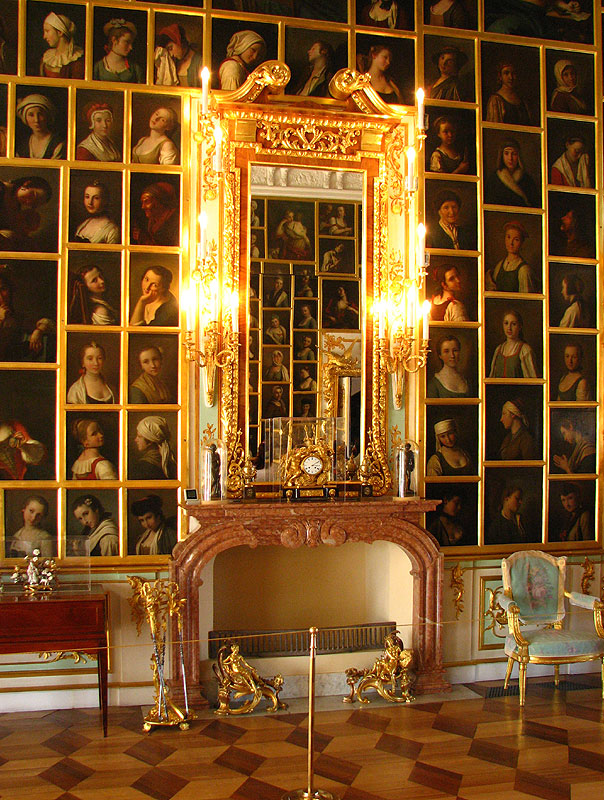
«Gabinete de Moda y Gracia» (1764) en el palacio de Peterhof.

Los artistas representantes de la Europa occidental que vinieron a Rusia durante los tiempos de Pedro III y Isabel I (Caravaque, Groot, Rotari) contribuyeron a la formación de una nueva escuela de arte ruso - principalmente en las formas pintorescas del rococó. Uno de los ejemplos más característicos es el «Gabinete de Moda y Gracia». (1764) en el palacio de Peterhof, decorado con un enrejado colgante de «retratos de cabezas» infantiles pintadas por Pietro Antonio Rotari. —En el tiempo de Catalina sus pinturas decoraban el «Retrato (Gabinete rotativo)» en el palacio chino de Oranienbaum—. Mikhail Allenov escribe que Groot y Rotari «ofrecerán diferentes variantes de rococó, cada uno a su manera perfecta. Groot es un refinado colorista y «vestidor», con un toque de humor grotesco (...); Rotario es un sofisticado «compositor» de imágenes de pequeño formato, un magnífico maestro del color tonal y de la textura brillante de porcelana. (...) Entre las figuras nombradas hay una serie de variantes rococó, en medio de las cuales se puede poner a Iván Vishnyakov».
Al describir la estilística de la pintura rococó, Allenov escribe: «La famosa "frivolidad" del rococó, conocida y señalada repetidamente en diferentes categorías de evaluación, era la tarea artística del estilo, podría decirse, su misión de liberación. Es decir, todo lo majestuoso, soberano e imperioso, y por lo tanto capaz de intimidar, fue liberado de esta habilidad, fue privado de seriedad, de patetismo. El tipo de marioneta, la adicción al retrato de un niño, las intersecciones tipológicas inesperadas, por ejemplo, el retrato imperial ceremonial y de vestuario, son rasgos de antipatía fundamental, en los que se declara el espíritu de escepticismo característico de la "Era de la razón".»

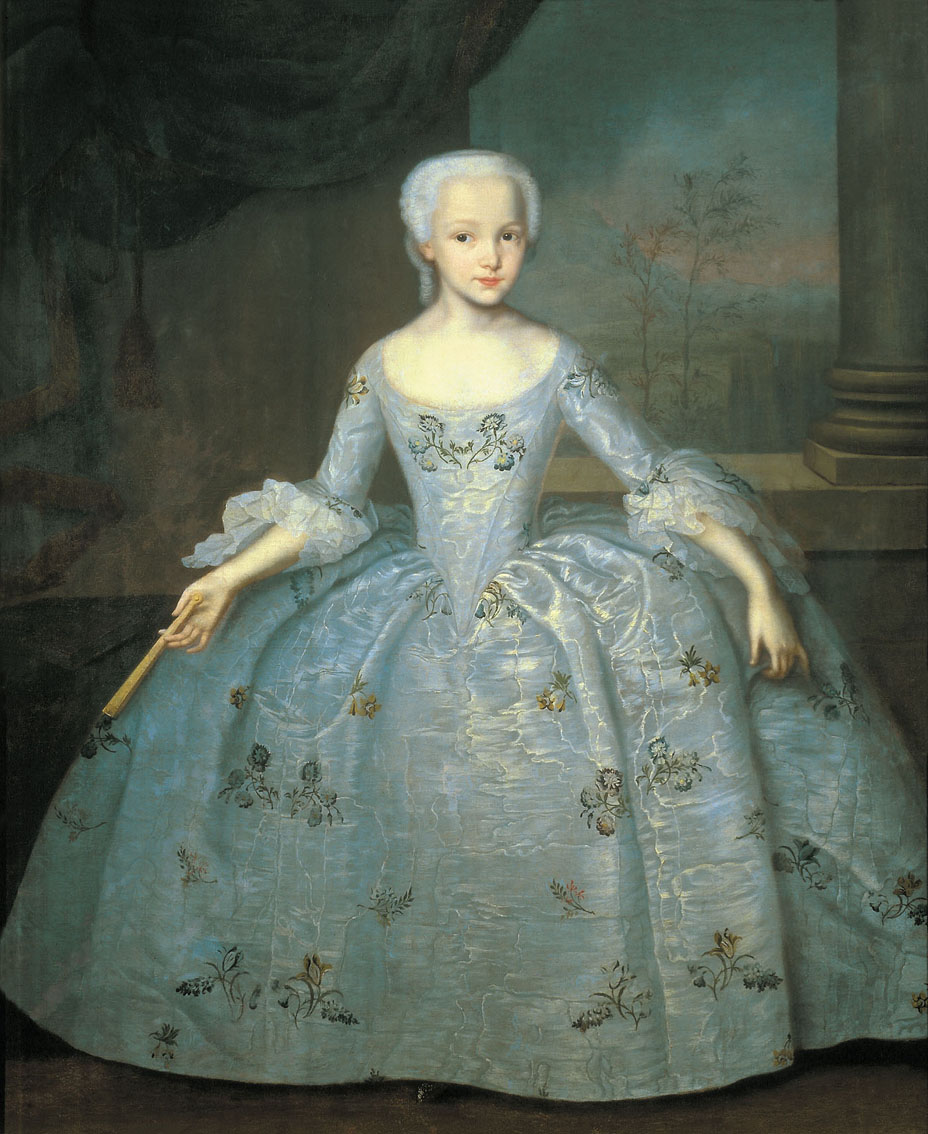
Retrato de Sarah Fermor (1750) por Iván Vishnyakov.

La experiencia del estudiante de Caravaque, Iván Vishnyakov, es realmente interesante entre los representantes rusos de rococó. Particularmente aceptó las lecciones de la pintura occidental, reelaboró la influencia del rococó y combinó esto con la tradición pre-petrina. Su Retrato de Sarah Fermor (1750) es «un auténtico rococó ruso», «una mezcla de sofisticación y primitividad, pintura y parsunismo» (según A. Efros). El alumno de Groot era Iván Argunov, un siervo de Piotr Borísovich Sheremétev. En el trabajo de Alexei Antropov, los personajes rocaille «reciben un giro inesperado: sus personajes comienzan a parecerse a los de arcilla de colores brillantes, como un juguete Vyatka, o esculturas de retratos de madera reproducidos de una manera pintoresca».
El estudiante de Pietro Antonio Rotari fue Fedor Rokotov, en general, los principales descubrimientos artísticos del rococó en Rusia, se asocian con el retrato de la época de Catalina la Grande. Además de Rokotov, un estilo rococó distintivo es inherente a la pintura de Dmitri Levitsky. La camaradería y la sutileza de las imágenes de retratos creadas por estos dos grandes maestros de la época de Catalina son los rasgos característicos del rococó, que, a diferencia del barroco y el clasicismo, no era un estilo «genial» y tenía un gran interés en una persona en particular.
En la pintura «aplicada», el estilo rococó se sintió en una forma mucho más pura que en los retratos; véase, por ejemplo, la obra de Boris Sukhodolsky, y las obras decorativas de Iván Firsov.
A mediados del siglo XVIII, el estilo rocaille también penetra en la pintura de iconos, como se puede ver en el trabajo de Mikhail Funtusov.

## Arquitectura

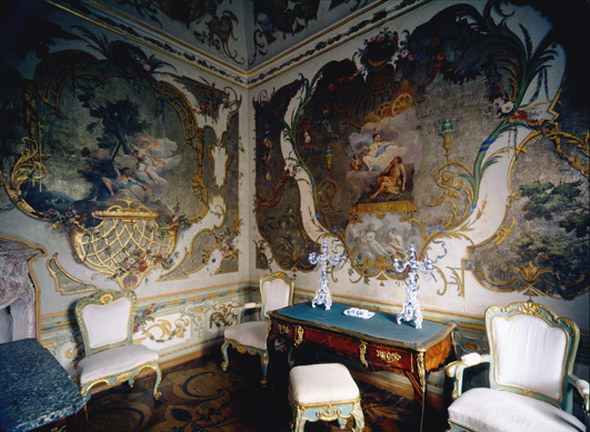
Gabinete de oro en el palacio chino de Oranienbaum.

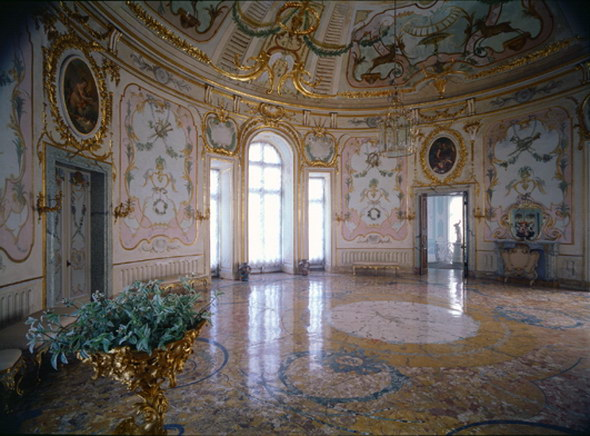
Interior del pabellón Katalnaya gorka.

En arquitectura, estructuralmente, la forma predominante consistía en la proyección de un pabellón central de planta circular del que partían dos alas de menor altura y de planta curvada. Dicha curvatura daba lugar a planos oblicuos los cuales transmitían la sensación de movimiento. De igual modo, otra tipología edificatoria consistía en la construcción de pabellones contiguos, poniendo en sintonía ornamentación mural. Asimismo, no reniega de las formas clásicas como los arcos, las columnas, los frisos o los frontones, aunque sí conduce a que se vean modificadas estéticamente para adaptarse al conjunto; un ejemplo de ello son las columnas salomónicas, entorchadas o helicoidales, las griegas y romanas. El mobiliario y colores de los elementos del rococó francés se manifestaron en la obra del genio arquitectónico de la época de Francesco Bartolomeo Rastrelli, que combinó elementos de rocaille, barroco italiano, clasicismo, colorido y riqueza decorativa del arte popular ruso en su estilo individual único. El apogeo de su trabajo cae en la era isabelina. No hay unidad en la definición del estilo único que creó en la historia del arte, se llama rococó ruso, barroco isabelino, estilo barroco-rocaille. Hay comparaciones con el rococó prusiano.
El estilo rococó en Rusia se conserva en los primeros años de Catalina —la época de la Gran Duquesa Catalina Alekseevna—, y el movimiento chinería de estilo interno es especialmente popular. Sin embargo, a diferencia de Francia, donde este estilo se formó desde la década de 1720, parece ser de corta duración en Rusia, rompiendo con la adhesión de la emperatriz Catalina, que prefirió el clasicismo y despidió al arquitecto Rastrelli en 1763. Al igual que en Europa occidental, pero en gran medida, el rococó siguió siendo un estilo de cámara para uso personal, más notable en interiores y decoración que en fachadas exteriores. Casi todos los edificios fueron construidos por un artesano invitado por la Gran Duquesa Catalina para construir su propiedad en Oranienbaum: Antonio Rinaldi erige el Palacio Chino en Oranienbaum, así como otros edificios más pequeños en las residencias imperiales cerca de San Petersburgo. Sin embargo, en el estilo de Rinaldi, las características del clasicismo temprano de Catalina ya son evidentes.

#### Edificios
- El Palacio de verano de Elizabeth Petrovna en San Petersburgo (1741-1744), construido por Francesco Bartolomeo Rastrelli, no fue conservado. Tenía elementos barrocos y de rocaille
- El pabellón Grotto en la finca Kuskovo (Moscú), construido en 1755-1761 bajo la dirección de Fedor Argunov.[17]

Edificios de Antonio Rinaldi:
- Palacio chino en Oranienbaum.
- Pabellón Kammenoe zalo (Sala de Piedra) en Oranienbaum.
- Pabellón Katalnaya gorka, parte del complejo «Montaña rusa» en Oranienbaum.
- Pueblo chino en el parque Alexander de Tsárskoye Seló (inacabado bajo Catalina, completado a principios del siglo XIX)

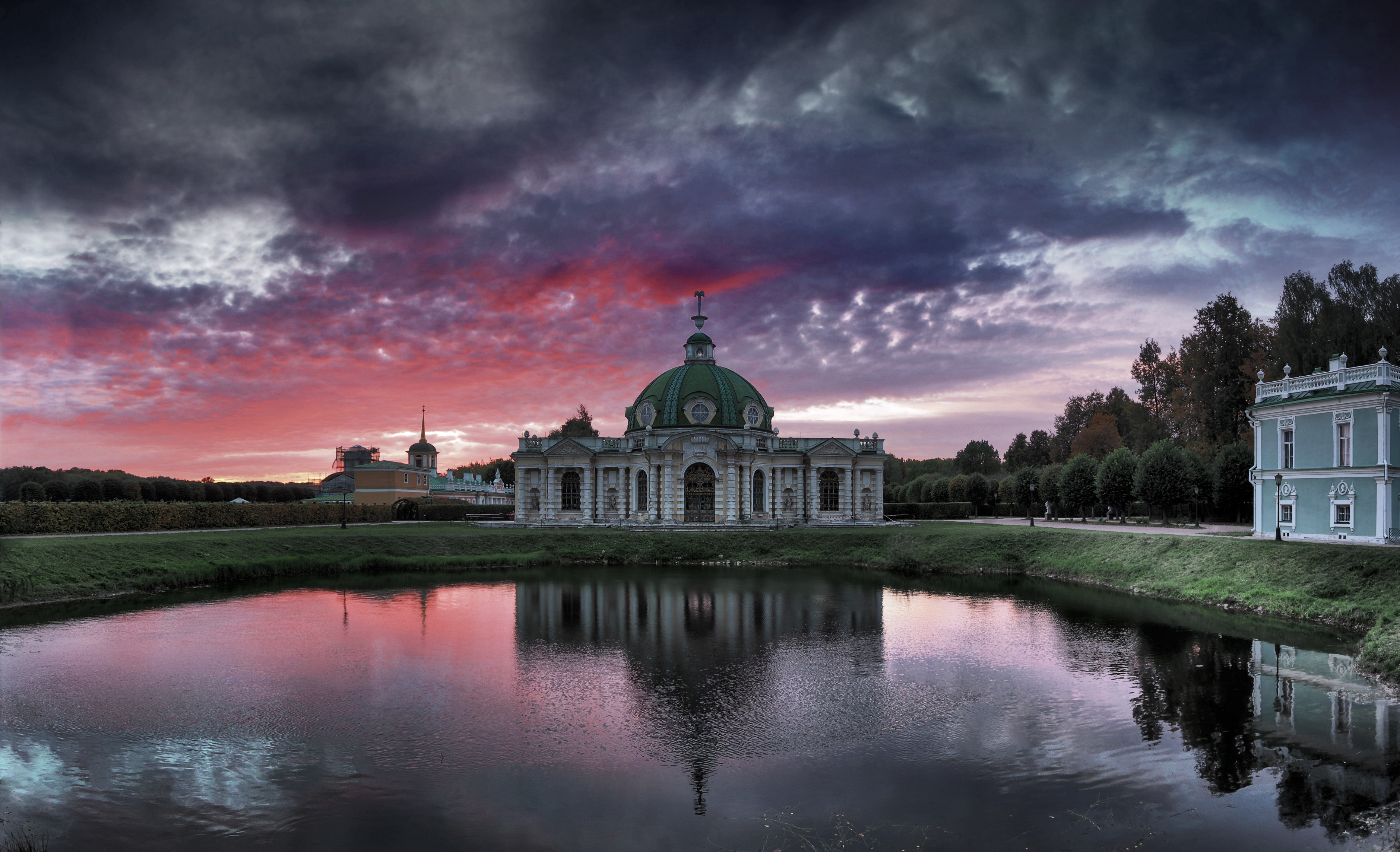
El pabellón Grotto de Kuskovo. (1755-1761).
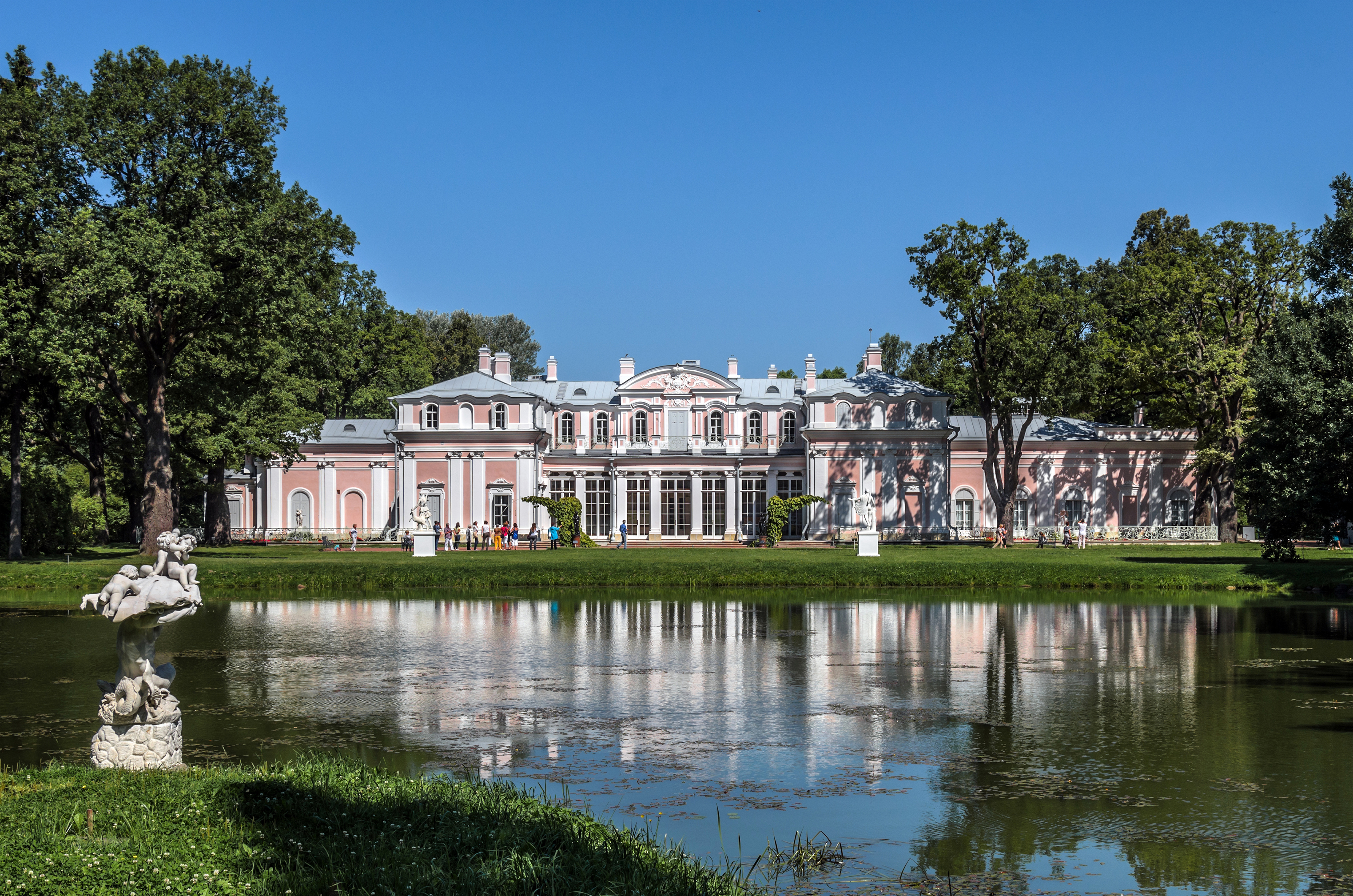
Palacio Chino en Oranienbaum.
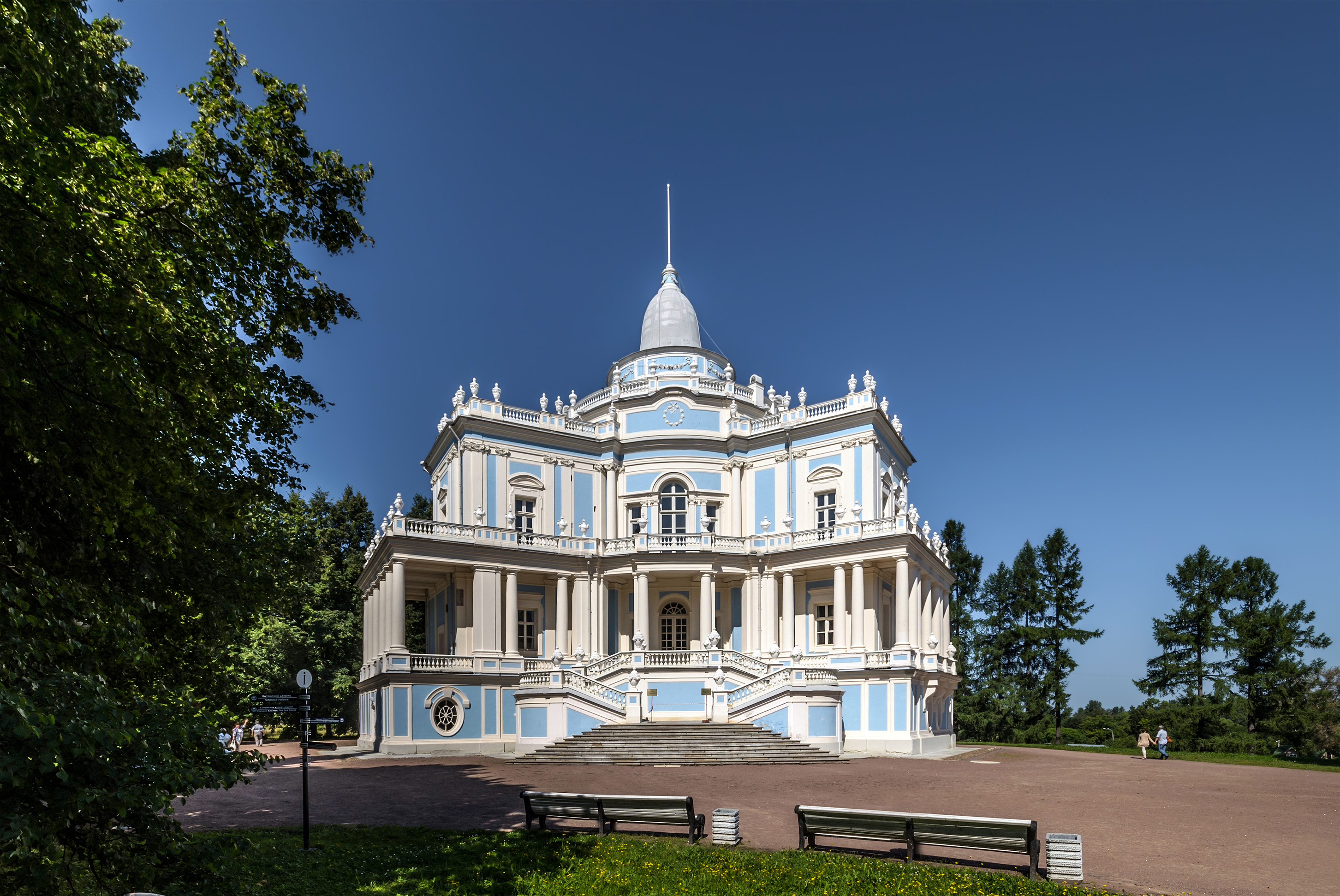
Pabellón Katalnaya gorka, una parte del complejo del XVIII de «montaña rusa» en Oranienbaum.
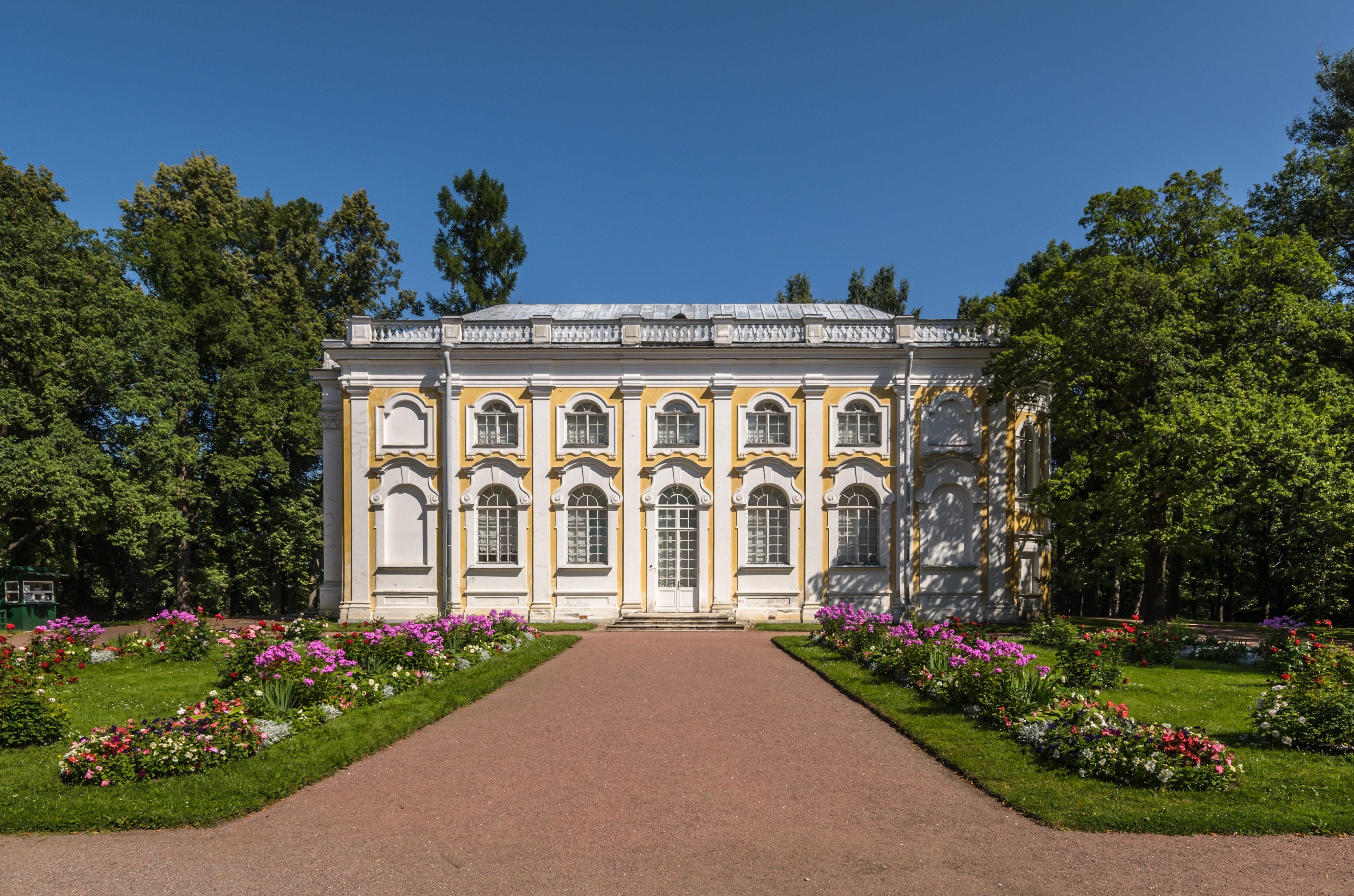
Pabellón Kammenoe zalo (Sala de Piedra).

### Escultura
En escultura, el rococó se manifiesta débilmente, en comparación con el barroco y el clasicismo. Sin embargo, el estilo rococó se hace sentir en el monumental Caballero de bronce una escultura ecuestre de Pedro el Grande realizada por el escultor francés Étienne-Maurice Falconet, en San Petersburgo. Fedot Shubin, que estudió con los maestros rococó franceses, también muestra una clara impresión de rocaille en su trabajo, aunque no en la misma medida que la de los franceses «gracia decorativa de la silueta, texturizado táctil en el tratamiento de la superficie e indispensable aplomo de la artesanía».

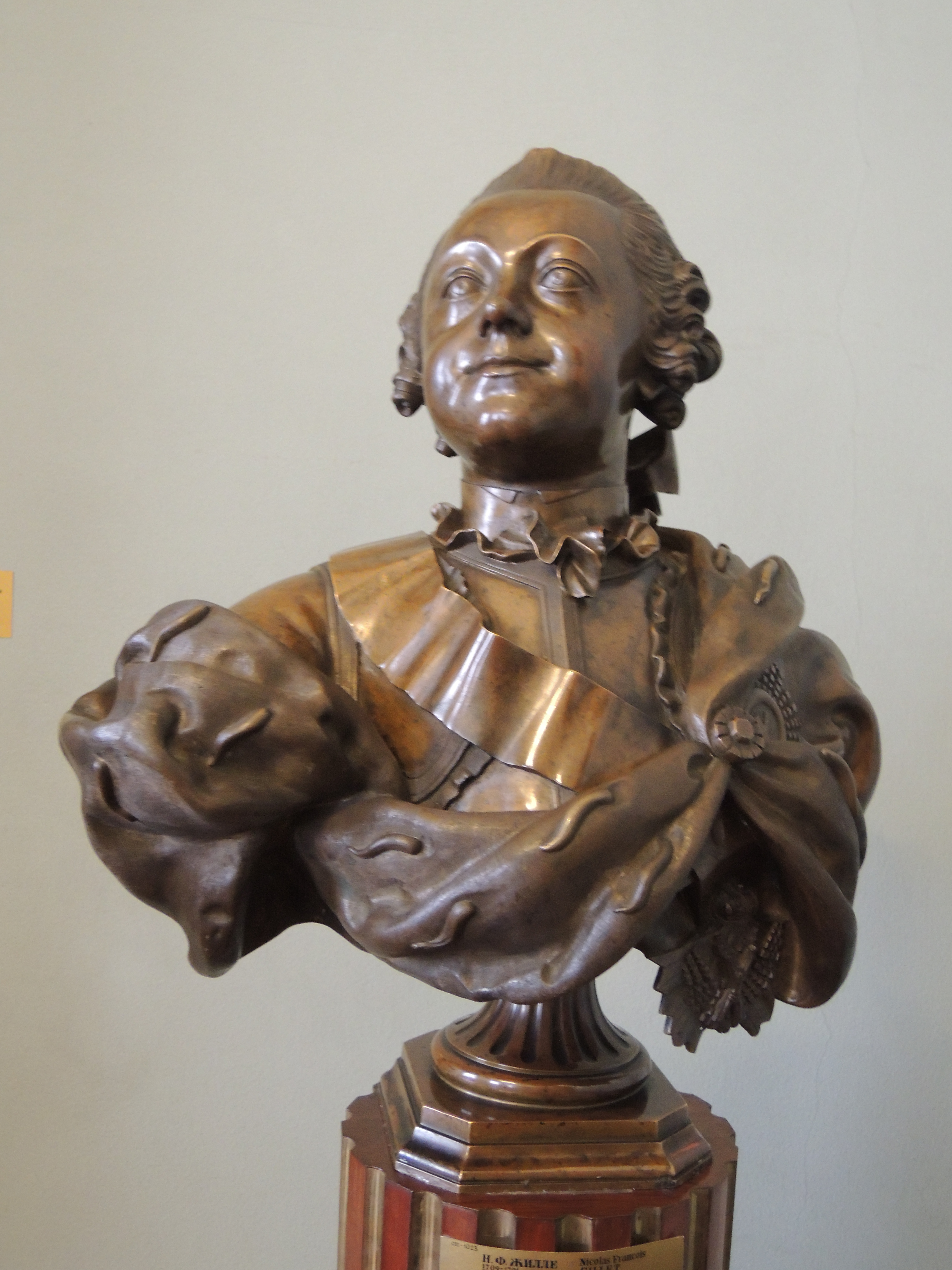
Retrato de Pablo I de Rusia, (1765), por Nicolas-François Gillet.
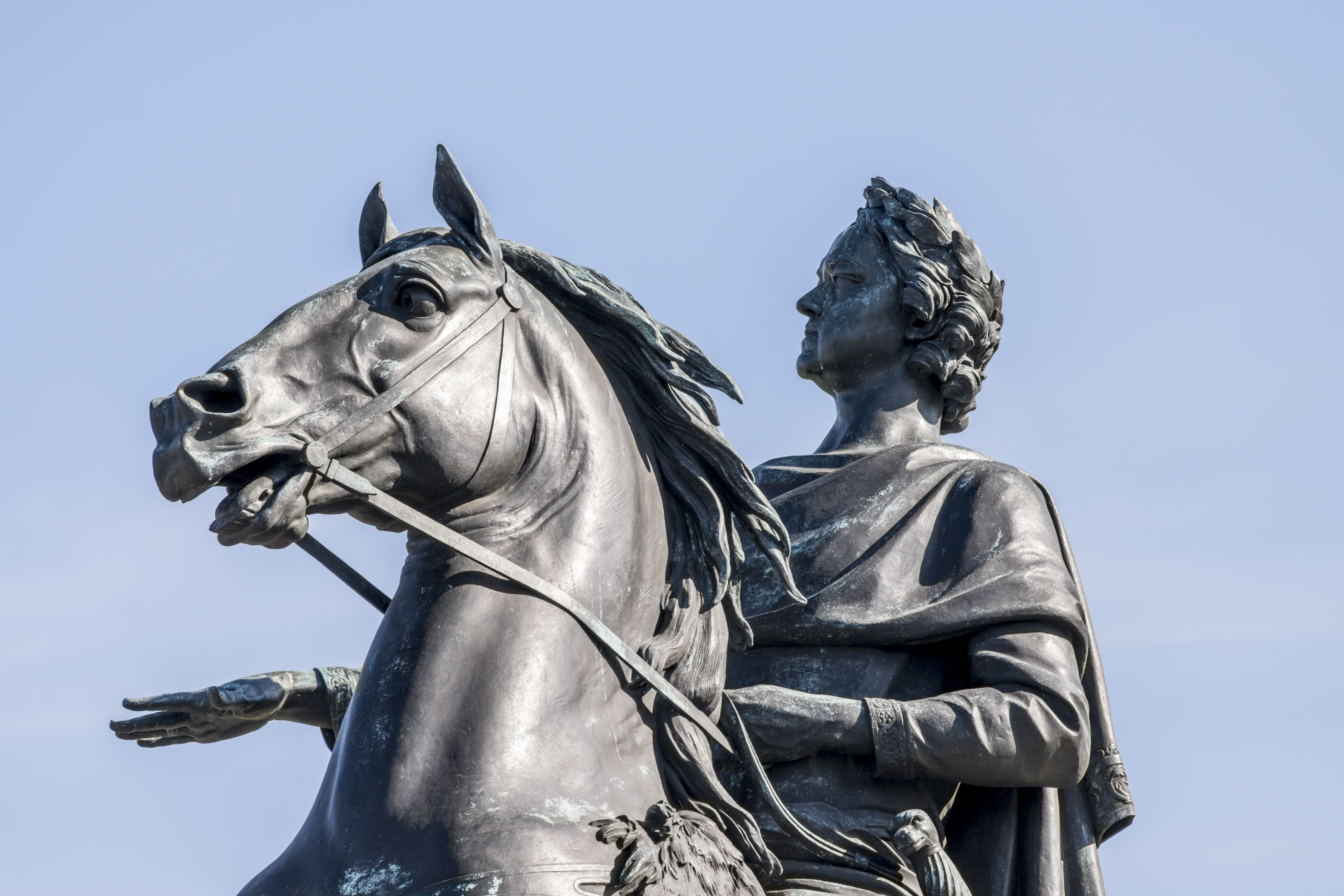
Fragmento del Caballero de bronce por Étienne-Maurice Falconet.
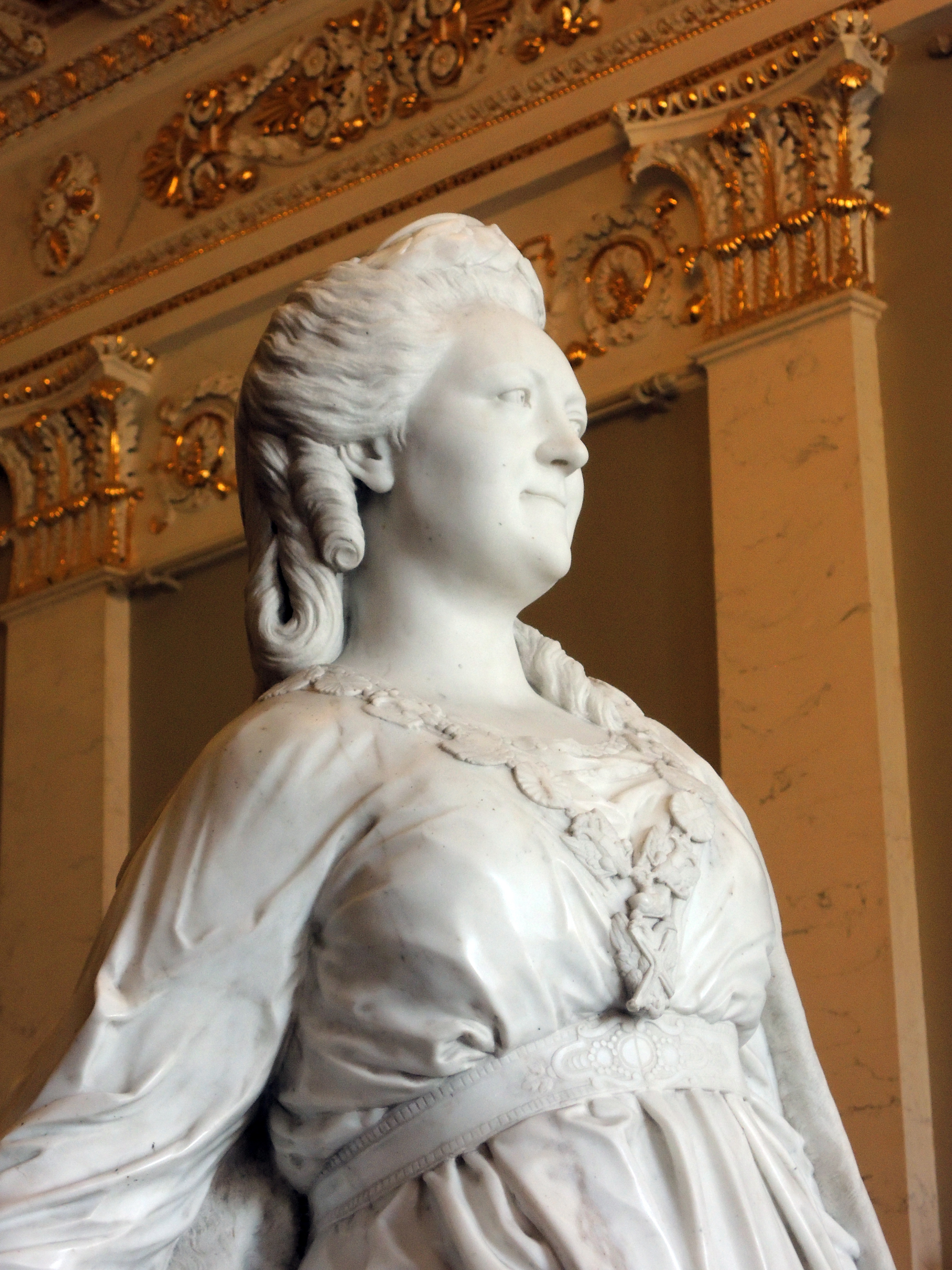
Fragmento de la escultura de Catalina la Grande por Fedot Shubin.

## Literatura
En la literatura rusa, los rasgos de la estilística rococó aparecieron bastante pronto: se pueden ver ya en Vasili Trediakovski en los poemas, colocados como apéndice a su traducción (1730) de la prestigiosa novela de Paul Talleman el Joven,El viaje a la isla del amor (1663):

Покинь, Купидо, стрелы:

Уже мы все не целы,

Но сладко уязвлены

Любовною стрелою 

Твоею золотою;

Все любви покорены. («Прошение любве») (Una petición de amor)

La estilística rococó es más visible en el patrimonio literario de Mijaíl Lomonósov, pero nunca llega a ser dominante en su obra, manifestándose únicamente en algunos rasgos. Más tarde Bogdanovich escribirá Dushenka (1778, edición completa 1783), un arreglo poético libre de la novela de Jean de La Fontaine El amor de Psique y Cupido (1669), un poema con espíritu rococó, en parte estilizado como cuentos populares rusos y que contiene motivos eróticos y cómicos, opuestos a los poemas heroicos del clasicismo.

## Neo-rococó

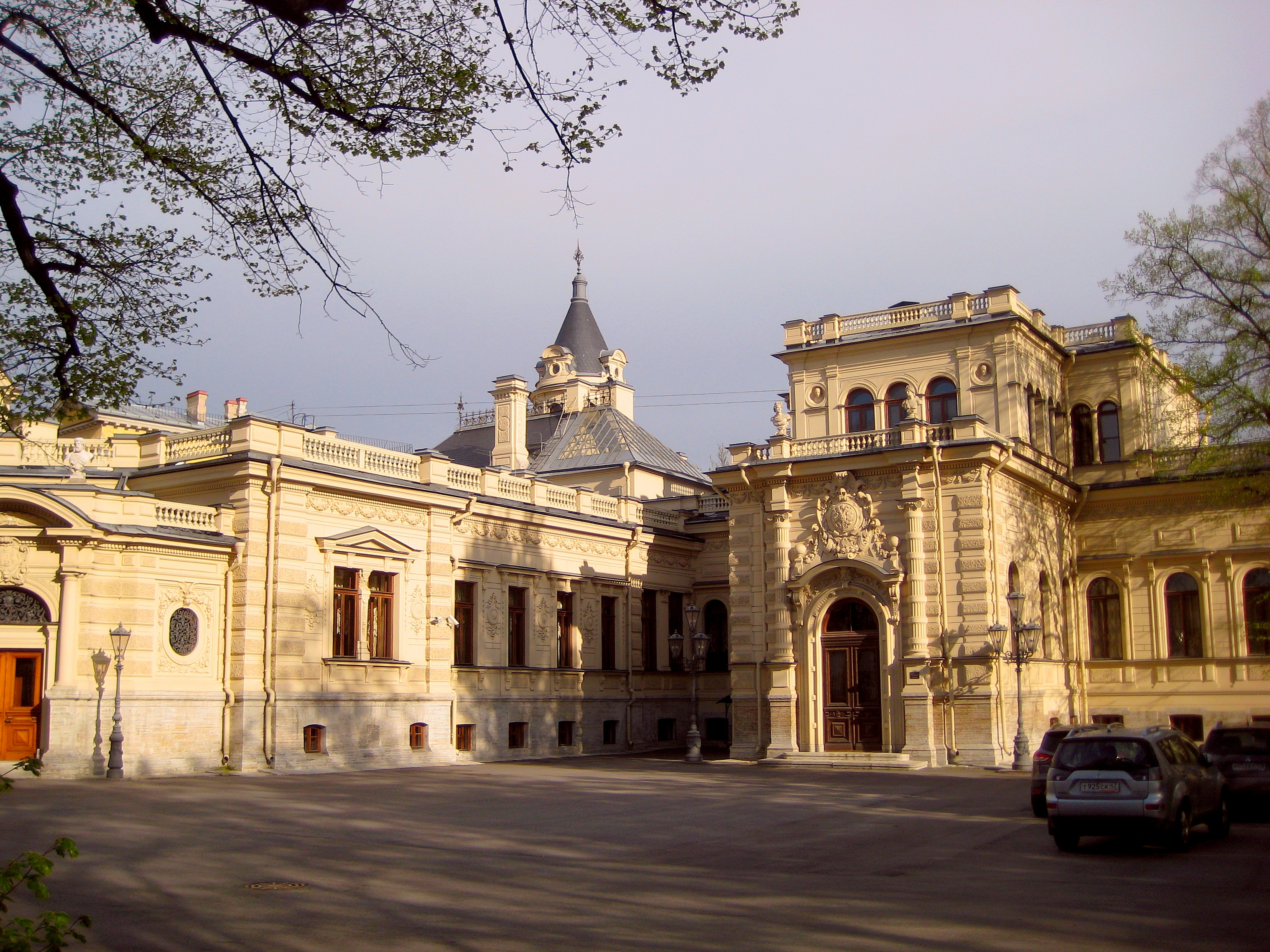
Palacio Alejo Alexandrovich en San Perterburgo.

El neo-rorocó es una dirección estilística a corto plazo en el marco del eclecticismo y el historicismo, cuando en el siglo XIX se construyeron edificios que imitaban al verdadero rococó del siglo XVIII, y sus elementos se utilizaron en otros géneros artísticos, entre ellos la ropa. En el neo-rococó del siglo XIX es común distinguir el «segundo rococó» y el «tercer rococó».

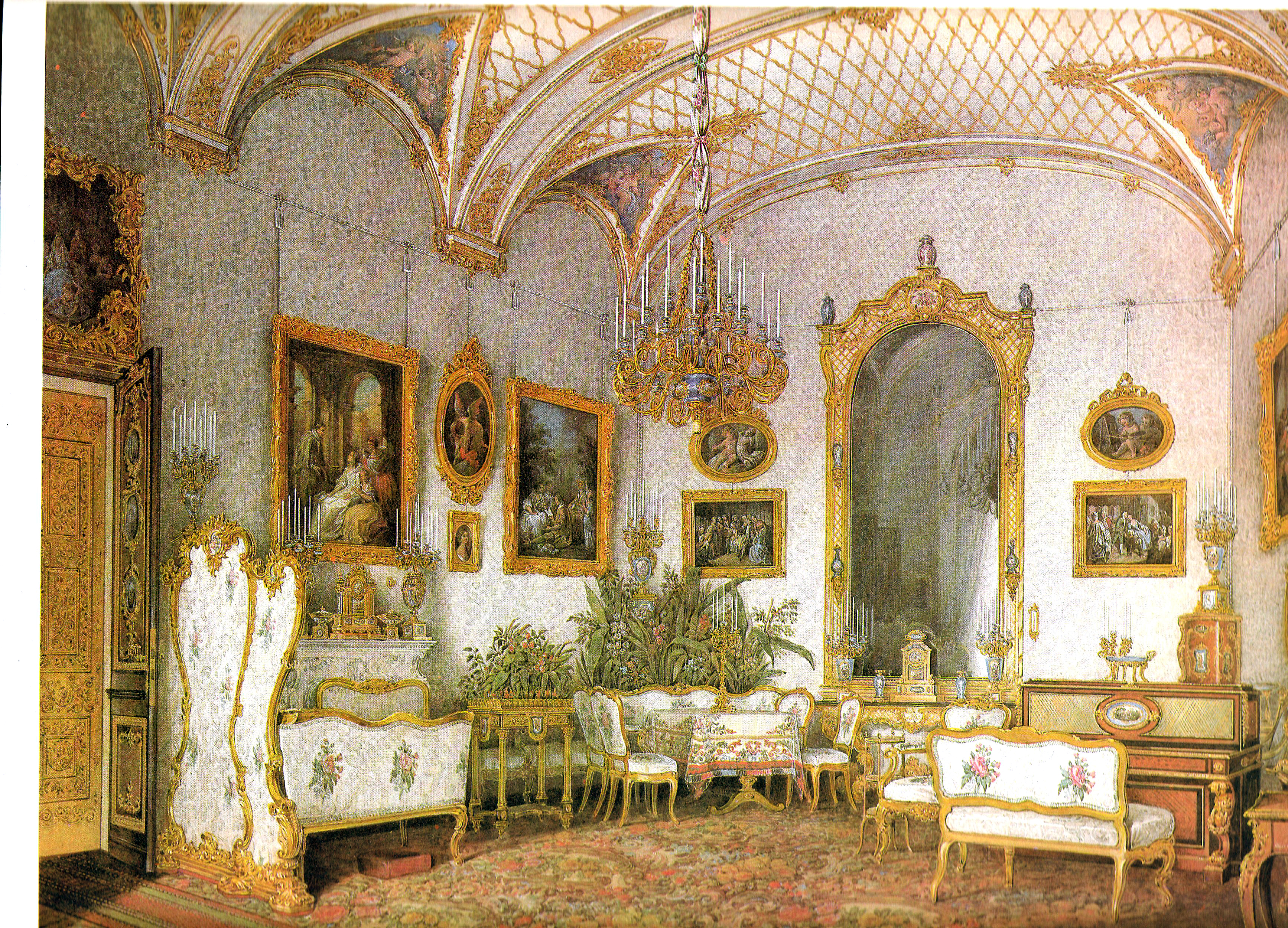
Tocador de María Aleksándrovna de Rusia.

Entre los monumentos rusos que reflejan las características de esta dirección se encuentran algunos interiores del Palacio Alejo Alexandrovich en San Petersburgo, la gran escalera del Palacio de Catalina, creada en 1860-1863 por Ippolit Monighetti en el estilo del «segundo rococó». Los interiores de las residencias imperiales fueron también creados en este mismo estilo: el llamado Salón Rosa de Alexandra Fiodorovna con los muebles de los hermanos Gambs según los diseños de A.Shtakenshnejder, el Salón Dorado y un tocador de la Gran Duquesa María Aleksándrovna, también creado por A.Shtakenshnejder y G.Bosse.